# Epistenia westwoodi
Epistenia westwoodi is een vliesvleugelig insect uit de familie Pteromalidae. De wetenschappelijke naam is voor het eerst geldig gepubliceerd in 1844 door Guérin-Méneville.